# Route-distinguisher
In informatica, un route distinguisher (o RD) è un valore di 64 bit che qualifica un indirizzo IPv4 destinatario, utilizzato in maniera univoca all'interno di una rete MPLS di un ISP.

## Descrizione
L'RD è composto da 8 Byte (64 bit, ovvero 64 valori binari) che sono apposti come prefisso a un indirizzo destinatario IPv4 (che è di 32 bit), per un campo totale di 12 Byte, che forma un univoco indirizzo "VPN-IPv4". La specifica standard internazionale è la RFC 4364. In questo modo le diverse VPN sono associate ad un diverso RD, che identifica in modo univoco un nodo di VPN.
Lo scopo è quello di rendere globalmente univoco un indirizzo IPv4, per cui non viene usato nemmeno per l'inoltramento IP (IP forwarding).

### Struttura
L'RD è suddiviso in due parti: i primi due byte (16 bit) identificano il tipo di RD, mentre i restanti 6 byte (48 bit) sono il campo valore. L'RD può essere di tre tipi diversi, che identificano il modo con cui i restanti 6 Byte debbano essere interpretati: solo uno dei tre tipi interpreta i restanti 6 Byte come un indirizzo IP.
| Byte / Ottetto | 1    | 2    | 3     | 4     | 5     | 6     | 7     | 8     |
| -------------- | ---- | ---- | ----- | ----- | ----- | ----- | ----- | ----- |
| Campo:         | Type | Type | Value | Value | Value | Value | Value | Value |